# Ferrovia Frauenfeld-Wil
La ferrovia Frauenfeld-Wil è una linea ferroviaria a scartamento metrico della Svizzera. La ferrovia, popolarmente nota con il nomignolo Wiler Bähnli, fa parte della rete celere di San Gallo, di cui costituisce la linea S15.

## Storia
La prima idea di collegamento su rotaia tra Frauenfeld e Wil, risale agli inizi degli anni 1850, quando le due città erano servite rispettivamente dalla Schweizerische Nordostbahn e dalle Ferrovie Svizzere Unite. Ottenuta il 27 giugno 1884 la concessione federale per un periodo di 50 anni, il 24 novembre 1886 si costituì la società Strassenbahn Frauenfeld-Wyl (FW) per la costruzione e l'esercizio di una linea a scartamento metrico tra le due città. Fu nell'aprile del 1887 che poterono iniziare i lavori per la tratta, finanziati dai cantoni Turgovia e San Gallo, dai comuni interessati e da privati. Dopo quattro mesi e mezzo la linea poté aprire al pubblico il 1º settembre 1887.
Durante la prima guerra mondiale la ferrovia subì un calo dei traffici, cui si unì un incremento dei costi del carbone e il deterioramento del materiale rotabile. Ottenuto nel 1917 il rinnovo della concessione per un periodo di 50 anni, il consiglio di amministrazione della FW decise nel 1919 di elettrificare la linea, con un finanziamento di 2,5 milioni di franchi da parte della Confederazione e dei cantoni San Gallo e Turgovia: il primo treno a trazione elettrica partì il 21 novembre 1921; proposte per prolungamenti della linea da Wil a Fischingen e da Frauenfeld verso Sciaffusa (via Steckborn o Diessenhofen) non ebbero seguito.
La società concessionaria cambiò ragione sociale nel 1924 in Elektrische Ueberlandbahn Frauenfeld-Wil e nel 1982 in Frauenfeld-Wil-Bahn.
Dal 1950 la FW condivideva l'amministrazione e la direzione con la Mittelthurgaubahn (MThB); a seguito della bancarotta e della messa in liquidazione della MThB nel 2002, l'esercizio venne rilevato provvisoriamente dalle Ferrovie Federali Svizzere (FFS), per passare dal giugno 2003 alle Appenzeller Bahnen (AB), le quali hanno assorbito la FW l'11 giugno 2021 (con effetto retroattivo al 1º gennaio).

## Caratteristiche
La linea, a scartamento metrico, è lunga 17,5 km, è elettrificata a corrente continua alla tensione di 1200 V; la pendenza massima è del 46 per mille, il raggio di curva minimo di 40 metri.

### Percorso
|  | Continuation backward |

|  | Station on track | Head station |  |  |

|  | Continuation forward | Straight track |  |  |

|  |  | Station on track |

|  |  | Stop on track |

|  |  | Non-passenger station/depot on track |

|  |  | Stop on track |

|  |  | Station on track |

|  |  | Stop on track |

|  |  | Stop on track |

|  |  | Stop on track |

|  |  | Non-passenger station/depot on track |

|  |  | Station on track |

|  |  | Station on track |

|  |  | Stop on track |

|  |  | Non-passenger station/depot on track |

|  | Continuation backward | Straight track |  |  |

| Unknown route-map component "STR+l" | Unknown route-map component "KRZo" | Unknown route-map component "KRZo" | Unknown route-map component "CONTfq" |  |

| One way leftward | Unknown route-map component "ABZg+r" | Straight track |  |  |

|  | Station on track | End station |  |  |

|  | Continuation forward |

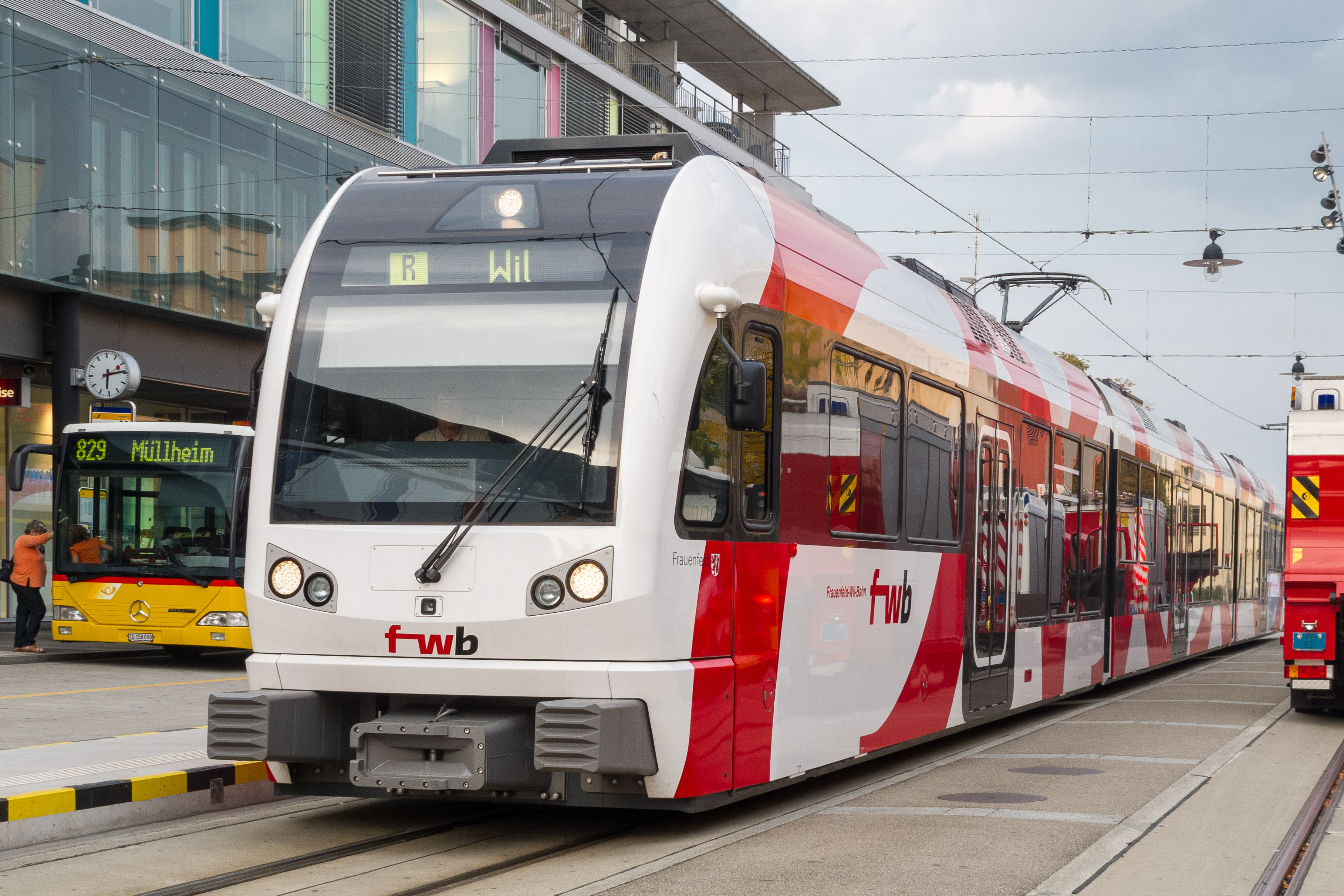
Un convoglio al capolinea di Frauenfeld

La linea parte dal piazzale della stazione di Frauenfeld delle FFS, attraversando la città (nel 1996 è stata aperta una fermata in Marktplatz). Da lì si segue la valle del fiume Murg, affluente dell'Aar, attraversando le località di Matzingen, Wängi e Münchwilen. Nelle tre stazioni omonime a queste località tutti i treni effettuano fermata, mentre nelle altre stazioni la fermata è a richiesta. A Wil fa capolinea nei pressi della stazione ferroviaria.

## Materiale rotabile
Per l'apertura della linea la Schweizerische Lokomotiv- und Maschinenfabrik di Winterthur fornì tre locomotive a vapore (serie G 3/3 1÷3), otto carrozze passeggeri, due bagagliai-postali, quattro carri merce chiusi e otto carri merce aperti. Una quarta locomotiva venne acquistata nel 1890, mentre una quinta pervenne nel 1907 dalla Birsigtalbahn.
In occasione dell'elettrificazione Schlieren ed Oerlikon fornirono tre elettromotrici a carrelli (serie BCe 2/4 1÷3), potenziate entro il 1954 (da due motori passarono a quattro). Le stesse ditte fornirono anche una locomotiva a carrelli (Ge 4/4 7). Le automotrici vennero rinumerate nel 1968, ma l'anno successivo una di esse e il locomotore andarono distrutte in un incidente. Per affiancare le vecchie automotrici la ferrovia Bremgarten-Dietikon cedette tre automotrici costruite da Schlieren ed Oerlikon nel 1947 (serie Be 4/4 206÷208); un'automotrice simile (BDe 4/4 207) fu acquistata dalla ferrovia Biel-Täuffelen-Ins nel 1977. Una delle automotrici del 1921 è conservata da un'associazione di appassionati di Melchnau.
Nuovi rotabili vennero acquistati tra il 1984 e il 1985: cinque automotrici (serie Be 4/4 11÷15) e quattro rimorchiate pilota. Altre due elettromotrici (serie Be 4/4 16÷17) vennero acquistate dalla Stadler nel 1992.
Nel 2013 sono entrati in servizio cinque elettrotreni articolati a pianale ribassato realizzati dalla Stadler (serie ABe 4/8 7001÷7005, battezzati dall'azienda di Bussnang "Zebra"): la loro entrata in servizio permise di cedere alle Chemins de fer du Jura e all'Aare Seeland mobil le elettromotrici acquistate a metà anni Ottanta.

### Materiale motore - prospetto di sintesi
| Tipo                   | Unità             | Anno di costruzione | Costruttore | Note |
| ---------------------- | ----------------- | ------------------- | ----------- | --- |
| Locomotive a vapore    | G 3/3 1÷4         | 1887-90             | SLM         | n°3 monumentata a Wil, le altre accantonate e demolite                                                                                |
| Locomotiva a vapore    | G 3/3 5           | 1890                | SLM         | ex Birsigtalbahn, acquistata nel 1907, ceduta nel 1917 alla Georg Fischer                                                             |
| Automotrici elettriche | BCe 2/4 1÷3       | 1921                | SWS-MFO     | trasformate in BCe 4/4 nel 1952-53, riclassificate ABe 4/4 nel 1956, rinumerate 201÷203 nel 1968; n°201 conservata, le altre demolite |
| Automotrici elettriche | Be 4/4 204÷206    | 1947                | SWS-MFO     | ex BD, acquistate nel 1969, accantonate tra 1991 e 2007 e demolite                                                                    |
| Automotrice elettrica  | BDe 4/4 207       | 1947                | SWS-MFO     | ex BTI, acquistata nel 1977, ceduta alle CJ nel 1991                                                                                  |
| Automotrici elettriche | Be 4/4 11÷15      | 1984-85             | FFA-BBC     | cedute nel 2014 a CJ e ASm |
| Automotrici elettriche | Be 4/4 16÷17      | 1992                | Stadler     | accantonate nel 2019 e demolite |
| Automotrici elettriche | ABe 4/8 7001÷7005 | 2013                | Stadler     | tipo Zebra |
| Locomotiva elettrica   | Ge 4/4 7          | 1921                | SWS-MFO     | demolita nel 1969 |